# Bodsjön (Rengsjö socken, Hälsingland)
Bodsjön är en sjö i Bollnäs kommun i Hälsingland och ingår i Norralaåns huvudavrinningsområde. Sjön är 9,7 meter djup, har en yta på 0,0678 kvadratkilometer och är belägen 179,2 meter över havet.

## Delavrinningsområde
Bodsjön ingår i det delavrinningsområde (681083-154911) som SMHI kallar för Mynnar i Norralaån. Medelhöjden är 169 meter över havet och ytan är 11,11 kvadratkilometer. Det finns inga avrinningsområden uppströms utan avrinningsområdet är högsta punkten. Vattendraget som avvattnar avrinningsområdet har biflödesordning 2, vilket innebär att vattnet flödar genom totalt 2 vattendrag innan det når havet efter 24 kilometer. Avrinningsområdet består mestadels av skog (90 procent). Avrinningsområdet har 0,36 kvadratkilometer vattenytor vilket ger det en sjöprocent på 3,2 procent.